# Campeonato de Primera D 2018-19
El Campeonato de Primera D 2018-19 fue la septuagésima edición del torneo, quinta división del fútbol argentino en el orden de los clubes directamente afiliados a la AFA. 
El campeón fue el Club Atlético Argentino de Merlo, que se consagró faltando cuatro fechas para finalizar el torneo. 

## Ascensos y descensos
| Posición  | Ascendidos a la Primera C 2018-19 |
| --------- | --------------------------------- |
| 1.°       | Victoriano Arenas                 |
| Gan. red. | General Lamadrid                  |

| Promedio | Descendido de la Primera C 2017-18 |
| -------- | ---------------------------------- |
| 20.°     | Defensores de Cambaceres           |

- De esta manera, el número de participantes disminuyó a 15 equipos.

## Equipos participantes
| Equipo                   | Ciudad            | Estadio                  | Capacidad |
| ------------------------ | ----------------- | ------------------------ | --------- |
| Argentino                | Merlo             | Merlo                    | 11 000    |
| Argentino                | Rosario           | José Martín Olaeta       | 6800      |
| Atlas                    | General Rodríguez | Ricardo Puga             | 2500      |
| Central Ballester        | José León Suárez  | No posee                 | -         |
| Centro Español           | Villa Sarmiento   | No posee                 | -         |
| Claypole                 | Claypole          | Rodolfo Vicente Capocasa | 1000      |
| Defensores de Cambaceres | Ensenada          | 12 de Octubre            | 8500      |
| Deportivo Paraguayo      | Buenos Aires      | No posee                 | -         |
| Juventud Unida           | Muñiz             | Ciudad de San Miguel     | 3200      |
| Liniers                  | San Justo         | Juan Antonio Arias       | 3500      |
| Lugano                   | Tapiales          | José María Moraños       | 1500      |
| Muñiz                    | Muñiz             | No posee                 | -         |
| Puerto Nuevo             | Campana           | Rubén Carlos Vallejos    | 500       |
| Real Pilar               | Pilar             | Carlos Barraza           | 10 000    |
| Yupanqui                 | Buenos Aires      | No posee                 | -         |

| 1. 2. 3. 4. |

### Distribución geográfica de los equipos
| Región                                   | Cant. | Equipos                                                                                             |
| ---------------------------------------- | ----- | --------------------------------------------------------------------------------------------------- |
| Conurbano bonaerense                     | 8     | Argentino (M), Central Ballester, Centro Español, Claypole, Juventud Unida, Liniers, Lugano y Muñiz |
| Interior de la provincia de Buenos Aires | 3     | Atlas, Puerto Nuevo y Real Pilar                                                                    |
| Ciudad de Buenos Aires                   | 2     | Deportivo Paraguayo y Yupanqui                                                                      |
| Gran La Plata                            | 1     | Defensores de Cambaceres                                                                            |
| Ciudad de Rosario                        | 1     | Argentino                                                                                           |

## Formato

### Ascenso
Los 15 participantes se enfrentaron en dos ruedas por el sistema de todos contra todos. Hubo dos ascendidos a la Primera C, el campeón y el ganador de un torneo reducido jugado por eliminación directa entre los ocho equipos que ocuparon los siguientes puestos.

### Desafiliación temporaria
Aunque el reglamento indicaba que el equipo que ocupara el último puesto de la tabla de promedios vería suspendida su afiliación por una temporada, la misma fue dejada sin efecto por el Comité Ejecutivo de la Asociación del Fútbol Argentino.

### Clasificación a la Copa Argentina 2018-19
Los primeros tres equipos de la tabla parcial de la primera rueda clasificaron a los treintaidosavos de final de la Copa Argentina 2018-19.

## Tabla de posiciones final
| Pos. | Equipo                   | Pts. | PJ | PG | PE | PP | GF | GC | Dif. |
| ---- | ------------------------ | ---- | -- | -- | -- | -- | -- | -- | ---- |
| 01.º | Argentino de Merlo       | 56   | 28 | 17 | 5  | 6  | 47 | 24 | 23   |
| 02.º | Liniers                  | 46   | 28 | 12 | 10 | 6  | 32 | 17 | 15   |
| 03.º | Real Pilar               | 44   | 28 | 11 | 11 | 6  | 30 | 20 | 10   |
| 04.º | Argentino de Rosario     | 44   | 28 | 12 | 8  | 8  | 24 | 17 | 7    |
| 05.º | Puerto Nuevo             | 43   | 28 | 13 | 4  | 11 | 27 | 28 | −1   |
| 06.º | Centro Español           | 39   | 28 | 10 | 9  | 9  | 32 | 28 | 4    |
| 07.º | Claypole                 | 39   | 28 | 10 | 9  | 9  | 29 | 29 | 0    |
| 08.º | Atlas                    | 37   | 28 | 9  | 10 | 9  | 39 | 27 | 12   |
| 09.º | Juventud Unida           | 37   | 28 | 8  | 13 | 7  | 23 | 26 | −3   |
| 10.º | Yupanqui                 | 37   | 28 | 10 | 7  | 11 | 23 | 29 | −6   |
| 11.º | Muñiz                    | 35   | 28 | 9  | 8  | 11 | 28 | 37 | −9   |
| 12.º | Central Ballester        | 31   | 28 | 6  | 13 | 9  | 18 | 26 | −8   |
| 13.º | Lugano                   | 30   | 28 | 8  | 6  | 14 | 18 | 27 | −9   |
| 14.º | Deportivo Paraguayo      | 27   | 28 | 7  | 6  | 15 | 17 | 37 | −20  |
| 15.º | Defensores de Cambaceres | 23   | 28 | 6  | 5  | 17 | 26 | 41 | −15  |

|  | Campeón. Ascendió a la Primera C.                 |
|  | Juegan un torneo reducido por el segundo ascenso. |

### Evolución de las posiciones

#### Primera rueda
| Equipo / Fecha           | 1    | 2    | 3    | 4    | 5    | 6    | 7    | 8    | 9    | 10   | 11   | 12   | 13   | 14   | 15   |
| ------------------------ | ---- | ---- | ---- | ---- | ---- | ---- | ---- | ---- | ---- | ---- | ---- | ---- | ---- | ---- | ---- |
| Argentino de Merlo       | 12.º | 12.º | 07.º | 05.º | 02.º | 05.º | 05.º | 05.º | 03.º | 05.º | 05.º | 03.º | 02.º | 01.º | 01.º |
| Argentino de Rosario     | 12.º | 14.º | 14.º | 12.º | 10.º | 10.º | 09.º | 10.º | 11.º | 07.º | 08.º | 06.º | 08.º | 07.º | 04.º |
| Atlas                    | 06.º | 10.º | 11.º | 08.º | 05.º | 03.º | 04.º | 02.º | 04.º | 04.º | 02.º | 01.º | 01.º | 02.º | 03.º |
| Central Ballester        | 02.º | 09.º | 10.º | 10.º | 12.º | 12.º | 12.º | 14.º | 13.º | 13.º | 14.º | 10.º | 10.º | 11.º | 11.º |
| Centro Español           | 05.º | 06.º | 04.º | 07.º | 08.º | 08.º | 08.º | 11.º | 12.º | 12.º | 13.º | 14.º | 12.º | 12.º | 12.º |
| Claypole                 | 02.º | 03.º | 08.º | 10.º | 08.º | 06.º | 02.º | 04.º | 02.º | 03.º | 04.º | 07.º | 09.º | 10.º | 09.º |
| Defensores de Cambaceres | 11.º | 06.º | 09.º | 13.º | 13.º | 14.º | 14.º | 13.º | 14.º | 14.º | 15.º | 15.º | 15.º | 13.º | 15.º |
| Deportivo Paraguayo      | 12.º | 15.º | 15.º | 15.º | 15.º | 15.º | 15.º | 15.º | 15.º | 15.º | 12.º | 13.º | 14.º | 15.º | 13.º |
| Juventud Unida           | 02.º | 07.º | 05.º | 06.º | 03.º | 01.º | 01.º | 01.º | 01.º | 01.º | 01.º | 02.º | 05.º | 05.º | 07.º |
| Liniers                  | 01.º | 07.º | 04.º | 07.º | 09.º | 07.º | 07.º | 06.º | 07.º | 08.º | 09.º | 08.º | 06.º | 04.º | 06.º |
| Lugano                   | 06.º | 11.º | 13.º | 14.º | 14.º | 13.º | 13.º | 12.º | 08.º | 10.º | 10.º | 11.º | 11.º | 08.º | 10.º |
| Muñiz                    | 02.º | 01.º | 01.º | 01.º | 04.º | 02.º | 03.º | 03.º | 06.º | 06.º | 07.º | 09.º | 07.º | 09.º | 05.º |
| Puerto Nuevo             | 06.º | 02.º | 02.º | 02.º | 01.º | 04.º | 06.º | 08.º | 09.º | 09.º | 06.º | 04.º | 03.º | 06.º | 08.º |
| Real Pilar               | 12.º | 12.º | 12.º | 09.º | 11.º | 11.º | 10.º | 07.º | 05.º | 02.º | 03.º | 05.º | 04.º | 03.º | 02.º |
| Yupanqui                 | 06.º | 03.º | 03.º | 03.º | 06.º | 09.º | 11.º | 09.º | 10.º | 11.º | 11.º | 12.º | 13.º | 14.º | 14.º |

| 1. 2. |

#### Segunda rueda
| Equipo / Fecha           | 16   | 17   | 18   | 19   | 20   | 21   | 22   | 23   | 24   | 25   | 26   | 27   | 28   | 29   | 30   |
| ------------------------ | ---- | ---- | ---- | ---- | ---- | ---- | ---- | ---- | ---- | ---- | ---- | ---- | ---- | ---- | ---- |
| Argentino de Merlo       | 01.º | 01.º | 01.º | 01.º | 01.º | 01.º | 01.º | 01.º | 01.º | 01.º | 01.º | 01.º | 01.º | 01.º | 01.º |
| Argentino de Rosario     | 04.º | 04.º | 04.º | 02.º | 02.º | 02.º | 02.º | 04.º | 04.º | 04.º | 04.º | 04.º | 04.º | 04.º | 04.º |
| Atlas                    | 02.º | 02.º | 02.º | 03.º | 03.º | 03.º | 05.º | 05.º | 05.º | 06.º | 05.º | 07.º | 07.º | 08.º | 08.º |
| Central Ballester        | 11.º | 11.º | 12.º | 11.º | 10.º | 11.º | 12.º | 13.º | 12.º | 12.º | 12.º | 13.º | 12.º | 12.º | 12.º |
| Centro Español           | 13.º | 12.º | 13.º | 13.º | 12.º | 10.º | 10.º | 11.º | 11.º | 09.º | 10.º | 11.º | 11.º | 09.º | 06.º |
| Claypole                 | 09.º | 09.º | 07.º | 08.º | 07.º | 06.º | 06.º | 06.º | 06.º | 05.º | 06.º | 05.º | 05.º | 06.º | 07.º |
| Defensores de Cambaceres | 15.º | 15.º | 14.º | 14.º | 13.º | 15.º | 15.º | 12.º | 13.º | 14.º | 15.º | 15.º | 15.º | 15.º | 15.º |
| Deportivo Paraguayo      | 12.º | 14.º | 15.º | 15.º | 15.º | 12.º | 13.º | 14.º | 14.º | 13.º | 13.º | 12.º | 14.º | 14.º | 14.º |
| Juventud Unida           | 06.º | 08.º | 08.º | 09.º | 09.º | 09.º | 09.º | 09.º | 07.º | 07.º | 07.º | 09.º | 08.º | 11.º | 09.º |
| Liniers                  | 05.º | 07.º | 05.º | 07.º | 06.º | 05.º | 04.º | 03.º | 03.º | 03.º | 03.º | 03.º | 02.º | 02.º | 02.º |
| Lugano                   | 10.º | 10.º | 10.º | 10.º | 11.º | 13.º | 14.º | 15.º | 15.º | 15.º | 14.º | 14.º | 13.º | 13.º | 13.º |
| Muñiz                    | 07.º | 05.º | 06.º | 06.º | 08.º | 08.º | 08.º | 08.º | 09.º | 08.º | 08.º | 08.º | 09.º | 10.º | 11.º |
| Puerto Nuevo             | 08.º | 06.º | 09.º | 05.º | 05.º | 07.º | 07.º | 07.º | 08.º | 10.º | 09.º | 06.º | 06.º | 05.º | 05.º |
| Real Pilar               | 03.º | 03.º | 03.º | 04.º | 04.º | 04.º | 03.º | 02.º | 02.º | 02.º | 02.º | 02.º | 03.º | 03.º | 03.º |
| Yupanqui                 | 14.º | 13.º | 11.º | 12.º | 14.º | 14.º | 11.º | 10.º | 10.º | 11.º | 11.º | 10.º | 10.º | 07.º | 10.º |

|  |

## Tabla de descenso
| Pos  | Equipo                   | 2016-17 | 2017-18 | 2018-19 | Total | PJ | Promedio |
| ---- | ------------------------ | ------- | ------- | ------- | ----- | -- | -------- |
| 01.º | Argentino de Merlo       | -       | 56      | 56      | 112   | 58 | 1,931    |
| 02.º | Argentino de Rosario     | 55      | 50      | 44      | 149   | 88 | 1,693    |
| 03.º | Atlas                    | 55      | 51      | 37      | 143   | 88 | 1,625    |
| 04.º | Liniers                  | 33      | 52      | 46      | 131   | 88 | 1,488    |
| 05.º | Juventud Unida           | 40      | 47      | 37      | 124   | 88 | 1,409    |
| 06.º | Claypole                 | -       | -       | 39      | 39    | 28 | 1,392    |
| 07.º | Real Pilar               | -       | 31      | 44      | 75    | 58 | 1,293    |
| 08.º | Central Ballester        | 37      | 45      | 31      | 113   | 88 | 1,284    |
| 09.º | Centro Español           | 21      | 51      | 39      | 111   | 88 | 1,261    |
| 10.º | Puerto Nuevo             | 34      | 29      | 43      | 106   | 88 | 1,204    |
| 11.º | Lugano                   | 31      | 34      | 30      | 95    | 88 | 1,079    |
| 12.º | Deportivo Paraguayo      | 35      | 26      | 27      | 88    | 88 | 1,000    |
| 13.º | Muñiz                    | 28      | 23      | 35      | 86    | 88 | 0,977    |
| 13.º | Yupanqui                 | 28      | 21      | 37      | 86    | 88 | 0,977    |
| 15.º | Defensores de Cambaceres | -       | -       | 23      | 23    | 28 | 0,821    |

## Tabla de posiciones parcial de la primera rueda
Esta tabla fue usada para determinar los equipos clasificados a la Copa Argentina 2018-19, que fueron los que ocuparon los tres primeros lugares.
| Pos. | Equipo                   | Pts. | PJ | PG | PE | PP | GF | GC | Dif. |
| ---- | ------------------------ | ---- | -- | -- | -- | -- | -- | -- | ---- |
| 01.º | Argentino de Merlo       | 27   | 14 | 8  | 3  | 3  | 19 | 10 | 9    |
| 02.º | Real Pilar               | 26   | 14 | 8  | 2  | 4  | 19 | 10 | 9    |
| 03.º | Atlas                    | 25   | 14 | 7  | 4  | 3  | 27 | 14 | 13   |
| 04.º | Argentino de Rosario     | 24   | 14 | 7  | 3  | 4  | 11 | 7  | 4    |
| 05.º | Muñiz                    | 23   | 14 | 7  | 2  | 5  | 14 | 16 | −2   |
| 06.º | Liniers                  | 22   | 14 | 6  | 4  | 4  | 18 | 9  | 9    |
| 07.º | Juventud Unida           | 22   | 14 | 5  | 7  | 2  | 9  | 6  | 3    |
| 08.º | Puerto Nuevo             | 21   | 14 | 6  | 3  | 5  | 13 | 12 | 1    |
| 09.º | Claypole                 | 20   | 14 | 6  | 2  | 6  | 14 | 17 | −3   |
| 10.º | Lugano                   | 18   | 14 | 5  | 3  | 6  | 10 | 11 | −1   |
| 11.º | Central Ballester        | 17   | 14 | 4  | 5  | 5  | 10 | 13 | −3   |
| 12.º | Centro Español           | 12   | 14 | 2  | 6  | 6  | 13 | 15 | −2   |
| 13.º | Deportivo Paraguayo      | 12   | 14 | 3  | 3  | 8  | 6  | 19 | −13  |
| 14.º | Yupanqui                 | 11   | 14 | 3  | 2  | 9  | 8  | 19 | −11  |
| 15.º | Defensores de Cambaceres | 10   | 14 | 3  | 1  | 10 | 10 | 23 | −13  |

|  | Clasificados a la Copa Argentina 2018-19. |

## Resultados

### Primera rueda
| Fecha 1               | Fecha 1   | Fecha 1                  | Fecha 1                  | Fecha 1         | Fecha 1 |
| Local                 | Resultado | Visitante                | Estadio                  | Fecha           | Hora    |
| --------------------- | --------- | ------------------------ | ------------------------ | --------------- | ------- |
| Puerto Nuevo          | 1 - 1     | Atlas                    | Rubén Carlos Vallejos    | 1 de septiembre | 15:30   |
| Juventud Unida        | 1 - 0     | Real Pilar               | Ciudad de San Miguel     | 1 de septiembre | 15:30   |
| Argentino de Rosario  | 0 - 1     | Central Ballester        | José Martín Olaeta       | 1 de septiembre | 15:30   |
| Lugano                | 1 - 1     | Yupanqui                 | José María Moraños       | 2 de septiembre | 15:30   |
| Argentino de Merlo    | 0 - 1     | Muñiz                    | Merlo                    | 3 de septiembre | 15:30   |
| Claypole              | 1 - 0     | Deportivo Paraguayo      | Rodolfo Vicente Capocasa | 4 de septiembre | 15:30   |
| Liniers               | 2 - 1     | Defensores de Cambaceres | Juan Antonio Arias       | 4 de septiembre | 15:30   |
| Libre: Centro Español |           |                          |                          |                 |         |

| Fecha 2                  | Fecha 2   | Fecha 2              | Fecha 2              | Fecha 2          | Fecha 2 |
| Local                    | Resultado | Visitante            | Estadio              | Fecha            | Hora    |
| ------------------------ | --------- | -------------------- | -------------------- | ---------------- | ------- |
| Real Pilar               | 1 - 1     | Claypole             | Carlos Barraza       | 8 de septiembre  | 15:30   |
| Central Ballester        | 0 - 2     | Puerto Nuevo         | Ciudad de San Miguel | 9 de septiembre  | 11:00   |
| Atlas                    | 1 - 1     | Argentino de Merlo   | Ricardo Puga         | 9 de septiembre  | 15:30   |
| Defensores de Cambaceres | 0 - 1     | Argentino de Rosario | 12 de Octubre        | 9 de septiembre  | 15:30   |
| Muñiz                    | 2 - 1     | Juventud Unida       | Luis Vallejos        | 10 de septiembre | 15:30   |
| Deportivo Paraguayo      | 0 - 2     | Centro Español       | Juan Antonio Arias   | 10 de septiembre | 15:30   |
| Yupanqui                 | 1 - 0     | Liniers              | José María Moraños   | 10 de septiembre | 15:30   |
| Libre: Lugano            |           |                      |                      |                  |         |

| Fecha 3                    | Fecha 3   | Fecha 3                  | Fecha 3                  | Fecha 3          | Fecha 3 |
| Local                      | Resultado | Visitante                | Estadio                  | Fecha            | Hora    |
| -------------------------- | --------- | ------------------------ | ------------------------ | ---------------- | ------- |
| Puerto Nuevo               | 2 - 0     | Defensores de Cambaceres | Rubén Carlos Vallejos    | 15 de septiembre | 11:00   |
| Juventud Unida             | 1 - 0     | Atlas                    | Ciudad de San Miguel     | 15 de septiembre | 15:30   |
| Argentino de Merlo         | 2 - 0     | Central Ballester        | Merlo                    | 15 de septiembre | 15:30   |
| Liniers                    | 2 - 0     | Lugano                   | Juan Antonio Arias       | 16 de septiembre | 11:00   |
| Argentino de Rosario       | 0 - 1     | Yupanqui                 | José Martín Olaeta       | 16 de septiembre | 15:30   |
| Centro Español             | 0 - 0     | Real Pilar               | José María Moraños       | 17 de septiembre | 15:30   |
| Claypole                   | 0 - 1     | Muñiz                    | Rodolfo Vicente Capocasa | 17 de septiembre | 15:30   |
| Libre: Deportivo Paraguayo |           |                          |                          |                  |         |

| Fecha 4                  | Fecha 4   | Fecha 4              | Fecha 4              | Fecha 4          | Fecha 4 |
| Local                    | Resultado | Visitante            | Estadio              | Fecha            | Hora    |
| ------------------------ | --------- | -------------------- | -------------------- | ---------------- | ------- |
| Defensores de Cambaceres | 0 - 2     | Argentino de Merlo   | 12 de Octubre        | 21 de septiembre | 15:30   |
| Muñiz                    | 0 - 3     | Centro Español       | Luis Vallejos        | 22 de septiembre | 11:00   |
| Real Pilar               | 2 - 0     | Deportivo Paraguayo  | Carlos Barraza       | 22 de septiembre | 15:30   |
| Atlas                    | 3 - 0     | Claypole             | Ricardo Puga         | 23 de septiembre | 11:00   |
| Central Ballester        | 1 - 1     | Juventud Unida       | Ciudad de San Miguel | 23 de septiembre | 11:00   |
| Lugano                   | 0 - 1     | Argentino de Rosario | José María Moraños   | 23 de septiembre | 15:30   |
| Yupanqui                 | 0 - 0     | Puerto Nuevo         | José María Moraños   | 24 de septiembre | 15:30   |
| Libre: Liniers           |           |                      |                      |                  |         |

| Fecha 5              | Fecha 5   | Fecha 5                  | Fecha 5                  | Fecha 5          | Fecha 5 |
| Local                | Resultado | Visitante                | Estadio                  | Fecha            | Hora    |
| -------------------- | --------- | ------------------------ | ------------------------ | ---------------- | ------- |
| Claypole             | 2 - 0     | Central Ballester        | Rodolfo Vicente Capocasa | 28 de septiembre | 15:30   |
| Juventud Unida       | 1 - 0     | Defensores de Cambaceres | Ciudad de San Miguel     | 29 de septiembre | 11:00   |
| Deportivo Paraguayo  | 1 - 1     | Muñiz                    | Juan Antonio Arias       | 29 de septiembre | 11:00   |
| Puerto Nuevo         | 1 - 0     | Lugano                   | Rubén Carlos Vallejos    | 30 de septiembre | 11:00   |
| Centro Español       | 0 - 2     | Atlas                    | José María Moraños       | 30 de septiembre | 11:00   |
| Argentino de Rosario | 1 - 0     | Liniers                  | José Martín Olaeta       | 30 de septiembre | 15:30   |
| Argentino de Merlo   | 3 - 0     | Yupanqui                 | Merlo                    | 1 de octubre     | 15:30   |
| Libre: Real Pilar    |           |                          |                          |                  |         |

| Fecha 6                     | Fecha 6   | Fecha 6             | Fecha 6              | Fecha 6      | Fecha 6 |
| Local                       | Resultado | Visitante           | Estadio              | Fecha        | Hora    |
| --------------------------- | --------- | ------------------- | -------------------- | ------------ | ------- |
| Liniers                     | 4 - 0     | Puerto Nuevo        | Juan Antonio Arias   | 6 de octubre | 11:00   |
| Central Ballester           | 0 - 0     | Centro Español      | Ciudad de San Miguel | 6 de octubre | 11:00   |
| Muñiz                       | 1 - 0     | Real Pilar          | Luis Vallejos        | 7 de octubre | 11:00   |
| Lugano                      | 1 - 0     | Argentino de Merlo  | José María Moraños   | 7 de octubre | 11:00   |
| Yupanqui                    | 0 - 1     | Juventud Unida      | José María Moraños   | 8 de octubre | 15:30   |
| Defensores de Cambaceres    | 1 - 2     | Claypole            | 12 de Octubre        | 9 de octubre | 15:30   |
| Atlas                       | 4 - 0     | Deportivo Paraguayo | Ricardo Puga         | 9 de octubre | 15:30   |
| Libre: Argentino de Rosario |           |                     |                      |              |         |

| Fecha 7             | Fecha 7   | Fecha 7                  | Fecha 7                  | Fecha 7       | Fecha 7 |
| Local               | Resultado | Visitante                | Estadio                  | Fecha         | Hora    |
| ------------------- | --------- | ------------------------ | ------------------------ | ------------- | ------- |
| Argentino de Merlo  | 1 - 1     | Liniers                  | Merlo                    | 13 de octubre | 11:00   |
| Juventud Unida      | 0 - 0     | Lugano                   | Ciudad de San Miguel     | 13 de octubre | 11:00   |
| Deportivo Paraguayo | 1 - 1     | Central Ballester        | Juan Antonio Arias       | 13 de octubre | 11:00   |
| Claypole            | 1 - 0     | Yupanqui                 | Rodolfo Vicente Capocasa | 14 de octubre | 11:00   |
| Real Pilar          | 3 - 1     | Atlas                    | Carlos Barraza           | 14 de octubre | 15:30   |
| Centro Español      | 2 - 2     | Defensores de Cambaceres | José María Moraños       | 15 de octubre | 15:30   |
| Puerto Nuevo        | 0 - 1     | Argentino de Rosario     | Rubén Carlos Vallejos    | 15 de octubre | 15:30   |
| Libre: Muñiz        |           |                          |                          |               |         |

| Fecha 8                  | Fecha 8   | Fecha 8             | Fecha 8              | Fecha 8       | Fecha 8 |
| Local                    | Resultado | Visitante           | Estadio              | Fecha         | Hora    |
| ------------------------ | --------- | ------------------- | -------------------- | ------------- | ------- |
| Yupanqui                 | 2 - 1     | Centro Español      | José María Moraños   | 19 de octubre | 15:30   |
| Argentino de Rosario     | 0 - 0     | Argentino de Merlo  | José Martín Olaeta   | 20 de octubre | 15:30   |
| Central Ballester        | 0 - 2     | Real Pilar          | Ciudad de San Miguel | 21 de octubre | 11:00   |
| Lugano                   | 2 - 0     | Claypole            | José María Moraños   | 21 de octubre | 11:00   |
| Atlas                    | 2 - 1     | Muñiz               | Ricardo Puga         | 21 de octubre | 12:00   |
| Liniers                  | 0 - 0     | Juventud Unida      | Juan Antonio Arias   | 22 de octubre | 15:30   |
| Defensores de Cambaceres | 1 - 0     | Deportivo Paraguayo | 12 de Octubre        | 22 de octubre | 15:30   |
| Libre: Puerto Nuevo      |           |                     |                      |               |         |

| Fecha 9             | Fecha 9   | Fecha 9                  | Fecha 9                  | Fecha 9       | Fecha 9 |
| Local               | Resultado | Visitante                | Estadio                  | Fecha         | Hora    |
| ------------------- | --------- | ------------------------ | ------------------------ | ------------- | ------- |
| Muñiz               | 0 - 2     | Central Ballester        | Luis Vallejos            | 26 de octubre | 15:30   |
| Argentino de Merlo  | 1 - 0     | Puerto Nuevo             | Merlo                    | 26 de octubre | 15:30   |
| Deportivo Paraguayo | 1 - 0     | Yupanqui                 | Juan Antonio Arias       | 27 de octubre | 11:00   |
| Real Pilar          | 2 - 1     | Defensores de Cambaceres | Carlos Barraza           | 27 de octubre | 12:00   |
| Centro Español      | 0 - 1     | Lugano                   | José María Moraños       | 28 de octubre | 11:00   |
| Juventud Unida      | 1 - 0     | Argentino de Rosario     | Ciudad de San Miguel     | 29 de octubre | 15:30   |
| Claypole            | 2 - 0     | Liniers                  | Rodolfo Vicente Capocasa | 30 de octubre | 15:30   |
| Libre: Atlas        |           |                          |                          |               |         |

| Fecha 10                  | Fecha 10  | Fecha 10            | Fecha 10              | Fecha 10       | Fecha 10 |
| Local                     | Resultado | Visitante           | Estadio               | Fecha          | Hora     |
| ------------------------- | --------- | ------------------- | --------------------- | -------------- | -------- |
| Yupanqui                  | 0 - 3     | Real Pilar          | José María Moraños    | 2 de noviembre | 15:30    |
| Defensores de Cambaceres  | 0 - 1     | Muñiz               | 12 de Octubre         | 2 de noviembre | 15:30    |
| Liniers                   | 0 - 0     | Centro Español      | Juan Antonio Arias    | 3 de noviembre | 11:00    |
| Puerto Nuevo              | 0 - 0     | Juventud Unida      | Rubén Carlos Vallejos | 3 de noviembre | 15:30    |
| Lugano                    | 0 - 1     | Deportivo Paraguayo | José María Moraños    | 4 de noviembre | 11:00    |
| Central Ballester         | 1 - 1     | Atlas               | Ciudad de San Miguel  | 4 de noviembre | 12:00    |
| Argentino de Rosario      | 2 - 0     | Claypole            | José Martín Olaeta    | 5 de noviembre | 15:30    |
| Libre: Argentino de Merlo |           |                     |                       |                |          |

| Fecha 11                 | Fecha 11  | Fecha 11                 | Fecha 11                 | Fecha 11        | Fecha 11 |
| Local                    | Resultado | Visitante                | Estadio                  | Fecha           | Hora     |
| ------------------------ | --------- | ------------------------ | ------------------------ | --------------- | -------- |
| Atlas                    | 5 - 1     | Defensores de Cambaceres | Ricardo Puga             | 9 de noviembre  | 15:30    |
| Deportivo Paraguayo      | 2 - 1     | Liniers                  | Juan Antonio Arias       | 9 de noviembre  | 15:30    |
| Real Pilar               | 0 - 1     | Lugano                   | Carlos Barraza           | 10 de noviembre | 11:00    |
| Juventud Unida           | 0 - 1     | Argentino de Merlo       | Ciudad de San Miguel     | 11 de noviembre | 11:00    |
| Centro Español           | 1 - 1     | Argentino de Rosario     | José María Moraños       | 11 de noviembre | 13:30    |
| Muñiz                    | 2 - 1     | Yupanqui                 | Luis Vallejos            | 12 de noviembre | 15:30    |
| Claypole                 | 0 - 1     | Puerto Nuevo             | Rodolfo Vicente Capocasa | 12 de noviembre | 15:30    |
| Libre: Central Ballester |           |                          |                          |                 |          |

| Fecha 12                 | Fecha 12  | Fecha 12            | Fecha 12              | Fecha 12        | Fecha 12 |
| Local                    | Resultado | Visitante           | Estadio               | Fecha           | Hora     |
| ------------------------ | --------- | ------------------- | --------------------- | --------------- | -------- |
| Lugano                   | 2 - 2     | Muñiz               | José María Moraños    | 16 de noviembre | 17:00    |
| Argentino de Rosario     | 1 - 0     | Deportivo Paraguayo | José Martín Olaeta    | 17 de noviembre | 17:00    |
| Defensores de Cambaceres | 0 - 2     | Central Ballester   | 12 de Octubre         | 17 de noviembre | 17:00    |
| Puerto Nuevo             | 2 - 1     | Centro Español      | Rubén Carlos Vallejos | 18 de noviembre | 17:00    |
| Argentino de Merlo       | 4 - 2     | Claypole            | Merlo                 | 18 de noviembre | 17:00    |
| Liniers                  | 4 - 0     | Real Pilar          | Juan Antonio Arias    | 19 de noviembre | 17:00    |
| Yupanqui                 | 1 - 2     | Atlas               | José María Moraños    | 20 de noviembre | 17:00    |
| Libre: Juventud Unida    |           |                     |                       |                 |          |

| Fecha 13                        | Fecha 13  | Fecha 13             | Fecha 13                 | Fecha 13        | Fecha 13 |
| Local                           | Resultado | Visitante            | Estadio                  | Fecha           | Hora     |
| ------------------------------- | --------- | -------------------- | ------------------------ | --------------- | -------- |
| Centro Español                  | 1 - 2     | Argentino de Merlo   | José María Moraños       | 25 de noviembre | 17:00    |
| Real Pilar                      | 1 - 0     | Argentino de Rosario | Carlos Barraza           | 25 de noviembre | 17:00    |
| Atlas                           | 2 - 0     | Lugano               | Ricardo Puga             | 25 de noviembre | 17:00    |
| Claypole                        | 1 - 1     | Juventud Unida       | Rodolfo Vicente Capocasa | 25 de noviembre | 17:00    |
| Muñiz                           | 0 - 2     | Liniers              | Luis Vallejos            | 26 de noviembre | 17:00    |
| Central Ballester               | 2 - 0     | Yupanqui             | Ciudad de San Miguel     | 26 de noviembre | 17:00    |
| Deportivo Paraguayo             | 0 - 3     | Puerto Nuevo         | Juan Antonio Arias       | 26 de noviembre | 17:00    |
| Libre: Defensores de Cambaceres |           |                      |                          |                 |          |

| Fecha 14             | Fecha 14  | Fecha 14                 | Fecha 14              | Fecha 14        | Fecha 14 |
| Local                | Resultado | Visitante                | Estadio               | Fecha           | Hora     |
| -------------------- | --------- | ------------------------ | --------------------- | --------------- | -------- |
| Liniers              | 2 - 1     | Atlas                    | Juan Antonio Arias    | 30 de noviembre | 17:00    |
| Lugano               | 2 - 0     | Central Ballester        | José María Moraños    | 3 de diciembre  | 17:00    |
| Juventud Unida       | 1 - 1     | Centro Español           | Ciudad de San Miguel  | 4 de diciembre  | 17:00    |
| Puerto Nuevo         | 0 - 2     | Real Pilar               | Rubén Carlos Vallejos | 4 de diciembre  | 17:00    |
| Argentino de Rosario | 1 - 0     | Muñiz                    | José Martín Olaeta    | 4 de diciembre  | 17:00    |
| Yupanqui             | 1 - 2     | Defensores de Cambaceres | José María Moraños    | 4 de diciembre  | 17:00    |
| Argentino de Merlo   | 2 - 0     | Deportivo Paraguayo      | Merlo                 | 4 de diciembre  | 20:30    |
| Libre: Claypole      |           |                          |                       |                 |          |

| Fecha 15                 | Fecha 15  | Fecha 15             | Fecha 15             | Fecha 15        | Fecha 15 |
| Local                    | Resultado | Visitante            | Estadio              | Fecha           | Hora     |
| ------------------------ | --------- | -------------------- | -------------------- | --------------- | -------- |
| Real Pilar               | 3 - 0     | Argentino de Merlo   | Carlos Barraza       | 8 de diciembre  | 17:00    |
| Defensores de Cambaceres | 1 - 0     | Lugano               | 12 de Octubre        | 10 de diciembre | 17:00    |
| Atlas                    | 2 - 2     | Argentino de Rosario | Ricardo Puga         | 10 de diciembre | 17:00    |
| Muñiz                    | 2 - 1     | Puerto Nuevo         | Luis Vallejos        | 10 de diciembre | 17:00    |
| Centro Español           | 1 - 2     | Claypole             | José María Moraños   | 11 de diciembre | 17:00    |
| Central Ballester        | 0 - 0     | Liniers              | Ciudad de San Miguel | 11 de diciembre | 17:00    |
| Deportivo Paraguayo      | 0 - 0     | Juventud Unida       | Juan Antonio Arias   | 12 de diciembre | 17:00    |
| Libre: Yupanqui          |           |                      |                      |                 |          |

1. ↑  El partido finalizó 2-1, pero se le dio por ganado a Argentino de Rosario por 1 a 0, por inclusión indebida del jugador Lautaro Palacios, que contaba con contrato profesional.[2]
2. 1 2  Suspendidos por las condiciones climáticas. Se jugaron el 2 de octubre, a partir de las 15:30.
3. ↑  Suspendido por las condiciones climáticas. Se jugó el 3 de octubre, a partir de las 15:30.
4. ↑  El partido finalizó 0-0, pero se le dio por ganado a Muñiz por 1 a 0, por inclusión indebida del jugador Lautaro Palacios, que contaba con contrato profesional.[2]
5. 1 2  Suspendidos por las condiciones climáticas. Se jugaron el 29 de noviembre, a partir de las 17:00.
6. ↑  Suspendido por las condiciones climáticas. Se jugó el 30 de noviembre, a partir de las 17:00.
7. ↑  Suspendido por fallas en la iluminación del estadio. Se jugó el 5 de diciembre, a partir de las 17:00.

### Segunda rueda
| Fecha 16                 | Fecha 16  | Fecha 16             | Fecha 16                  | Fecha 16     | Fecha 16 |
| Local                    | Resultado | Visitante            | Estadio                   | Fecha        | Hora     |
| ------------------------ | --------- | -------------------- | ------------------------- | ------------ | -------- |
| Deportivo Paraguayo      | 0 - 0     | Claypole             | Juan Antonio Arias        | 1 de febrero | 17:00    |
| Atlas                    | 2 - 0     | Puerto Nuevo         | Ricardo Puga              | 1 de febrero | 17:00    |
| Real Pilar               | 1 - 1     | Juventud Unida       | Carlos Barraza            | 3 de febrero | 17:00    |
| Defensores de Cambaceres | 0 - 0     | Liniers              | 12 de Octubre             | 4 de febrero | 17:00    |
| Muñiz                    | 0 - 2     | Argentino de Merlo   | Luis Vallejos             | 4 de febrero | 17:00    |
| Central Ballester        | 0 - 0     | Argentino de Rosario | Ciudad de San Miguel      | 4 de febrero | 17:00    |
| Yupanqui                 | 0 - 0     | Lugano               | Monumental de Villa Lynch | 5 de febrero | 17:00    |
| Libre: Centro Español    |           |                      |                           |              |          |

| Fecha 17             | Fecha 17  | Fecha 17                 | Fecha 17                 | Fecha 17      | Fecha 17 |
| Local                | Resultado | Visitante                | Estadio                  | Fecha         | Hora     |
| -------------------- | --------- | ------------------------ | ------------------------ | ------------- | -------- |
| Argentino de Rosario | 3 - 1     | Defensores de Cambaceres | José Martín Olaeta       | 9 de febrero  | 17:00    |
| Juventud Unida       | 0 - 2     | Muñiz                    | Ciudad de San Miguel     | 9 de febrero  | 17:00    |
| Liniers              | 0 - 2     | Yupanqui                 | Juan Antonio Arias       | 11 de febrero | 17:00    |
| Claypole             | 1 - 1     | Real Pilar               | Rodolfo Vicente Capocasa | 11 de febrero | 17:00    |
| Puerto Nuevo         | 3 - 0     | Central Ballester        | Rubén Carlos Vallejos    | 11 de febrero | 17:00    |
| Centro Español       | 1 - 0     | Deportivo Paraguayo      | José María Moraños       | 12 de febrero | 17:00    |
| Argentino de Merlo   | 1 - 0     | Atlas                    | Merlo                    | 12 de febrero | 17:00    |
| Libre: Lugano        |           |                          |                          |               |          |

| Fecha 18                   | Fecha 18  | Fecha 18             | Fecha 18             | Fecha 18      | Fecha 18 |
| Local                      | Resultado | Visitante            | Estadio              | Fecha         | Hora     |
| -------------------------- | --------- | -------------------- | -------------------- | ------------- | -------- |
| Atlas                      | 2 - 2     | Juventud Unida       | Ricardo Puga         | 16 de febrero | 17:00    |
| Real Pilar                 | 1 - 1     | Centro Español       | Carlos Barraza       | 17 de febrero | 17:00    |
| Muñiz                      | 0 - 2     | Claypole             | Luis Vallejos        | 17 de febrero | 17:00    |
| Central Ballester          | 1 - 3     | Argentino de Merlo   | Ciudad de San Miguel | 18 de febrero | 17:00    |
| Defensores de Cambaceres   | 4 - 1     | Puerto Nuevo         | 12 de Octubre        | 18 de febrero | 17:00    |
| Lugano                     | 1 - 2     | Liniers              | José María Moraños   | 18 de febrero | 17:00    |
| Yupanqui                   | 2 - 1     | Argentino de Rosario | José María Moraños   | 19 de febrero | 17:00    |
| Libre: Deportivo Paraguayo |           |                      |                      |               |          |

| Fecha 19             | Fecha 19  | Fecha 19                 | Fecha 19                 | Fecha 19      | Fecha 19 |
| Local                | Resultado | Visitante                | Estadio                  | Fecha         | Hora     |
| -------------------- | --------- | ------------------------ | ------------------------ | ------------- | -------- |
| Claypole             | 0 - 0     | Atlas                    | Rodolfo Vicente Capocasa | 22 de febrero | 17:00    |
| Deportivo Paraguayo  | 1 - 1     | Real Pilar               | Juan Antonio Arias       | 22 de febrero | 17:00    |
| Argentino de Rosario | 1 - 0     | Lugano                   | José Martín Olaeta       | 23 de febrero | 17:00    |
| Juventud Unida       | 1 - 1     | Central Ballester        | Ciudad de San Miguel     | 23 de febrero | 17:00    |
| Centro Español       | 3 - 3     | Muñiz                    | José María Moraños       | 24 de febrero | 17:00    |
| Puerto Nuevo         | 1 - 0     | Yupanqui                 | Rubén Carlos Vallejos    | 24 de febrero | 17:00    |
| Argentino de Merlo   | 1 - 1     | Defensores de Cambaceres | Merlo                    | 25 de febrero | 17:00    |
| Libre: Liniers       |           |                          |                          |               |          |

| Fecha 20                 | Fecha 20  | Fecha 20             | Fecha 20             | Fecha 20   | Fecha 20 |
| Local                    | Resultado | Visitante            | Estadio              | Fecha      | Hora     |
| ------------------------ | --------- | -------------------- | -------------------- | ---------- | -------- |
| Atlas                    | 2 - 2     | Centro Español       | Ricardo Puga         | 1 de marzo | 17:00    |
| Muñiz                    | 1 - 2     | Deportivo Paraguayo  | Luis Vallejos        | 1 de marzo | 17:00    |
| Central Ballester        | 1 - 1     | Claypole             | Ciudad de San Miguel | 2 de marzo | 17:00    |
| Lugano                   | 0 - 1     | Puerto Nuevo         | José María Moraños   | 2 de marzo | 17:00    |
| Liniers                  | 1 - 1     | Argentino de Rosario | Juan Antonio Arias   | 3 de marzo | 17:00    |
| Defensores de Cambaceres | 3 - 1     | Juventud Unida       | 12 de Octubre        | 4 de marzo | 17:00    |
| Yupanqui                 | 1 - 4     | Argentino de Merlo   | José María Moraños   | 5 de marzo | 17:00    |
| Libre: Real Pilar        |           |                      |                      |            |          |

| Fecha 21                    | Fecha 21  | Fecha 21                 | Fecha 21                 | Fecha 21    | Fecha 21 |
| Local                       | Resultado | Visitante                | Estadio                  | Fecha       | Hora     |
| --------------------------- | --------- | ------------------------ | ------------------------ | ----------- | -------- |
| Claypole                    | 1 - 0     | Defensores de Cambaceres | Rodolfo Vicente Capocasa | 8 de marzo  | 17:00    |
| Centro Español              | 1 - 0     | Central Ballester        | José María Moraños       | 8 de marzo  | 17:00    |
| Puerto Nuevo                | 0 - 2     | Liniers                  | Rubén Carlos Vallejos    | 10 de marzo | 17:00    |
| Juventud Unida              | 1 - 1     | Yupanqui                 | Ciudad de San Miguel     | 10 de marzo | 17:00    |
| Deportivo Paraguayo         | 2 - 1     | Atlas                    | Juan Antonio Arias       | 11 de marzo | 17:00    |
| Real Pilar                  | 1 - 1     | Muñiz                    | Carlos Barraza           | 11 de marzo | 17:00    |
| Argentino de Merlo          | 3 - 1     | Lugano                   | Merlo                    | 11 de marzo | 17:00    |
| Libre: Argentino de Rosario |           |                          |                          |             |          |

| Fecha 22                 | Fecha 22  | Fecha 22            | Fecha 22             | Fecha 22    | Fecha 22 |
| Local                    | Resultado | Visitante           | Estadio              | Fecha       | Hora     |
| ------------------------ | --------- | ------------------- | -------------------- | ----------- | -------- |
| Central Ballester        | 1 - 1     | Deportivo Paraguayo | Ciudad de San Miguel | 16 de marzo | 11:00    |
| Argentino de Rosario     | 1 - 0     | Puerto Nuevo        | José Martín Olaeta   | 16 de marzo | 16:00    |
| Atlas                    | 0 - 1     | Real Pilar          | Ricardo Puga         | 17 de marzo | 11:00    |
| Defensores de Cambaceres | 0 - 1     | Centro Español      | 12 de Octubre        | 17 de marzo | 11:00    |
| Lugano                   | 1 - 1     | Juventud Unida      | José María Moraños   | 17 de marzo | 12:00    |
| Yupanqui                 | 1 - 0     | Claypole            | José María Moraños   | 18 de marzo | 16:00    |
| Liniers                  | 2 - 0     | Argentino de Merlo  | Juan Antonio Arias   | 19 de marzo | 16:00    |
| Libre: Muñiz             |           |                     |                      |             |          |

| Fecha 23            | Fecha 23  | Fecha 23                 | Fecha 23                 | Fecha 23    | Fecha 23 |
| Local               | Resultado | Visitante                | Estadio                  | Fecha       | Hora     |
| ------------------- | --------- | ------------------------ | ------------------------ | ----------- | -------- |
| Deportivo Paraguayo | 0 - 2     | Defensores de Cambaceres | Juan Antonio Arias       | 22 de marzo | 15:00    |
| Real Pilar          | 1 - 0     | Central Ballester        | Carlos Barraza           | 23 de marzo | 16:00    |
| Claypole            | 2 - 1     | Lugano                   | Rodolfo Vicente Capocasa | 24 de marzo | 11:00    |
| Centro Español      | 0 - 1     | Yupanqui                 | José María Moraños       | 24 de marzo | 16:00    |
| Muñiz               | 1 - 4     | Atlas                    | Luis Vallejos            | 24 de marzo | 16:00    |
| Juventud Unida      | 0 - 2     | Liniers                  | Ciudad de San Miguel     | 25 de marzo | 16:00    |
| Argentino de Merlo  | 1 - 0     | Argentino de Rosario     | Merlo                    | 25 de marzo | 16:00    |
| Libre: Puerto Nuevo |           |                          |                          |             |          |

| Fecha 24                 | Fecha 24  | Fecha 24            | Fecha 24              | Fecha 24    | Fecha 24 |
| Local                    | Resultado | Visitante           | Estadio               | Fecha       | Hora     |
| ------------------------ | --------- | ------------------- | --------------------- | ----------- | -------- |
| Liniers                  | 1 - 1     | Claypole            | Juan Antonio Arias    | 30 de marzo | 11:00    |
| Argentino de Rosario     | 0 - 1     | Juventud Unida      | José Martín Olaeta    | 30 de marzo | 16:00    |
| Central Ballester        | 0 - 0     | Muñiz               | Ciudad de San Miguel  | 31 de marzo | 11:00    |
| Puerto Nuevo             | 0 - 3     | Argentino de Merlo  | Rubén Carlos Vallejos | 2 de abril  | 15:30    |
| Defensores de Cambaceres | 1 - 2     | Real Pilar          | 12 de Octubre         | 2 de abril  | 15:30    |
| Lugano                   | 0 - 2     | Centro Español      | José María Moraños    | 2 de abril  | 15:30    |
| Yupanqui                 | 1 - 0     | Deportivo Paraguayo | Merlo                 | 3 de abril  | 15:30    |
| Libre: Atlas             |           |                     |                       |             |          |

| Fecha 25                  | Fecha 25  | Fecha 25                 | Fecha 25                 | Fecha 25   | Fecha 25 |
| Local                     | Resultado | Visitante                | Estadio                  | Fecha      | Hora     |
| ------------------------- | --------- | ------------------------ | ------------------------ | ---------- | -------- |
| Claypole                  | 0 - 0     | Argentino de Rosario     | Rodolfo Vicente Capocasa | 5 de abril | 15:30    |
| Atlas                     | 0 - 1     | Central Ballester        | Ricardo Puga             | 5 de abril | 15:30    |
| Juventud Unida            | 3 - 0     | Puerto Nuevo             | Ciudad de San Miguel     | 6 de abril | 11:00    |
| Deportivo Paraguayo       | 2 - 0     | Lugano                   | Juan Antonio Arias       | 7 de abril | 11:00    |
| Real Pilar                | 0 - 0     | Yupanqui                 | Carlos Barraza           | 7 de abril | 12:00    |
| Muñiz                     | 3 - 2     | Defensores de Cambaceres | Luis Vallejos            | 8 de abril | 15:30    |
| Centro Español            | 1 - 0     | Liniers                  | José María Moraños       | 9 de abril | 15:30    |
| Libre: Argentino de Merlo |           |                          |                          |            |          |

| Fecha 26                 | Fecha 26  | Fecha 26            | Fecha 26              | Fecha 26    | Fecha 26 |
| Local                    | Resultado | Visitante           | Estadio               | Fecha       | Hora     |
| ------------------------ | --------- | ------------------- | --------------------- | ----------- | -------- |
| Argentino de Merlo       | 2 - 0     | Juventud Unida      | Merlo                 | 12 de abril | 15:30    |
| Puerto Nuevo             | 2 - 1     | Claypole            | Rubén Carlos Vallejos | 12 de abril | 15:30    |
| Liniers                  | 2 - 1     | Deportivo Paraguayo | Juan Antonio Arias    | 13 de abril | 11:00    |
| Argentino de Rosario     | 3 - 1     | Centro Español      | José Martín Olaeta    | 13 de abril | 15:30    |
| Lugano                   | 1 - 0     | Real Pilar          | José María Moraños    | 14 de abril | 11:00    |
| Defensores de Cambaceres | 0 - 0     | Atlas               | 12 de Octubre         | 15 de abril | 15:30    |
| Yupanqui                 | 1 - 1     | Muñiz               | Merlo                 | 16 de abril | 15:30    |
| Libre: Central Ballester |           |                     |                       |             |          |

| Fecha 27              | Fecha 27  | Fecha 27                 | Fecha 27                 | Fecha 27    | Fecha 27 |
| Local                 | Resultado | Visitante                | Estadio                  | Fecha       | Hora     |
| --------------------- | --------- | ------------------------ | ------------------------ | ----------- | -------- |
| Deportivo Paraguayo   | 1 - 0     | Argentino de Rosario     | Juan Antonio Arias       | 18 de abril | 15:30    |
| Centro Español        | 0 - 2     | Puerto Nuevo             | José María Moraños       | 18 de abril | 15:30    |
| Atlas                 | 0 - 1     | Yupanqui                 | Ricardo Puga             | 20 de abril | 11:00    |
| Real Pilar            | 0 - 0     | Liniers                  | Carlos Barraza           | 20 de abril | 15:30    |
| Muñiz                 | 1 - 1     | Lugano                   | Luis Vallejos            | 20 de abril | 15:30    |
| Central Ballester     | 1 - 1     | Defensores de Cambaceres | Ciudad de San Miguel     | 21 de abril | 11:00    |
| Claypole              | 4 - 2     | Argentino de Merlo       | Rodolfo Vicente Capocasa | 22 de abril | 15:30    |
| Libre: Juventud Unida |           |                          |                          |             |          |

| Fecha 28                        | Fecha 28  | Fecha 28            | Fecha 28              | Fecha 28    | Fecha 28 |
| Local                           | Resultado | Visitante           | Estadio               | Fecha       | Hora     |
| ------------------------------- | --------- | ------------------- | --------------------- | ----------- | -------- |
| Liniers                         | 2 - 1     | Muñiz               | Juan Antonio Arias    | 27 de abril | 11:00    |
| Argentino de Rosario            | 2 - 1     | Real Pilar          | José Martín Olaeta    | 27 de abril | 15:30    |
| Juventud Unida                  | 2 - 2     | Claypole            | Ciudad de San Miguel  | 27 de abril | 15:30    |
| Puerto Nuevo                    | 3 - 0     | Deportivo Paraguayo | Rubén Carlos Vallejos | 28 de abril | 11:00    |
| Lugano                          | 1 - 0     | Atlas               | José María Moraños    | 28 de abril | 11:00    |
| Argentino de Merlo              | 1 - 2     | Centro Español      | Merlo                 | 28 de abril | 11:00    |
| Yupanqui                        | 1 - 1     | Central Ballester   | Merlo                 | 2 de mayo   | 15:30    |
| Libre: Defensores de Cambaceres |           |                     |                       |             |          |

| Fecha 29                 | Fecha 29  | Fecha 29             | Fecha 29             | Fecha 29  | Fecha 29 |
| Local                    | Resultado | Visitante            | Estadio              | Fecha     | Hora     |
| ------------------------ | --------- | -------------------- | -------------------- | --------- | -------- |
| Deportivo Paraguayo      | 1 - 4     | Argentino de Merlo   | Juan Antonio Arias   | 3 de mayo | 15:30    |
| Real Pilar               | 0 - 0     | Puerto Nuevo         | Carlos Barraza       | 4 de mayo | 15:30    |
| Centro Español           | 3 - 0     | Juventud Unida       | José María Moraños   | 4 de mayo | 15:30    |
| Atlas                    | 0 - 0     | Liniers              | Ricardo Puga         | 5 de mayo | 11:00    |
| Muñiz                    | 0 - 0     | Argentino de Rosario | Luis Vallejos        | 5 de mayo | 15:30    |
| Central Ballester        | 1 - 0     | Lugano               | Ciudad de San Miguel | 6 de mayo | 15:30    |
| Defensores de Cambaceres | 1 - 3     | Yupanqui             | 12 de Octubre        | 6 de mayo | 15:30    |
| Libre: Claypole          |           |                      |                      |           |          |

| Fecha 30             | Fecha 30  | Fecha 30                 | Fecha 30                 | Fecha 30   | Fecha 30 |
| Local                | Resultado | Visitante                | Estadio                  | Fecha      | Hora     |
| -------------------- | --------- | ------------------------ | ------------------------ | ---------- | -------- |
| Liniers              | 0 - 0     | Central Ballester        | Juan Antonio Arias       | 10 de mayo | 15:30    |
| Argentino de Merlo   | 1 - 1     | Real Pilar               | Merlo                    | 10 de mayo | 15:30    |
| Argentino de Rosario | 1 - 1     | Atlas                    | José Martín Olaeta       | 11 de mayo | 15:30    |
| Juventud Unida       | 1 - 0     | Deportivo Paraguayo      | Ciudad de San Miguel     | 11 de mayo | 15:30    |
| Lugano               | 1 - 0     | Defensores de Cambaceres | José María Moraños       | 11 de mayo | 15:30    |
| Puerto Nuevo         | 1 - 0     | Muñiz                    | Rubén Carlos Vallejos    | 12 de mayo | 15:30    |
| Claypole             | 0 - 1     | Centro Español           | Rodolfo Vicente Capocasa | 12 de mayo | 15:30    |
| Libre: Yupanqui      |           |                          |                          |            |          |

1. ↑  Suspendido por las condiciones climáticas. Se jugó el 7 de mayo, a partir de las 15:30.

## Torneo reducido por el segundo ascenso
Los 8 equipos ubicados del 2.º al 9.º lugar de la tabla final de posiciones se ordenaron del 1 al 8 y participaron del Reducido, un minitorneo por eliminación directa, en el que se emparejaron, respectivamente, los mejor con los peor posicionados en la tabla final de posiciones. Luego se reordenaron y se enfrentaron de la misma manera.
Los cuartos de final se disputaron a un solo partido, en el estadio del mejor ubicado. De haber terminado empatado, se ejecutaron tiros desde el punto penal. Las semifinales y la final se jugaron a doble partido, actuando como local en el de vuelta el equipo con mejor ubicación. En caso de empate tras completar la serie, se definió, también, mediante tiros desde el punto penal.

### Cuadro de desarrollo
|  | Cuartos de final | Cuartos de final          | Cuartos de final |                      |   | Semifinales              | Semifinales              | Semifinales              | Semifinales              | Semifinales              |  |   | Final           | Final           | Final           | Final           | Final           |  |
|  | 18 de mayo       | 18 de mayo                | 18 de mayo       |                      |   | 25 de mayo al 1 de junio | 25 de mayo al 1 de junio | 25 de mayo al 1 de junio | 25 de mayo al 1 de junio | 25 de mayo al 1 de junio |  |   | 8 y 20 de junio | 8 y 20 de junio | 8 y 20 de junio | 8 y 20 de junio | 8 y 20 de junio |  |
|  |                  |                           |                  |                      |   |                          |                          |                          |                          |                          |  |   |                 |                 |                 |                 |                 |  |
|  |                  |                           |                  |                      |   |                          |                          |                          |                          |                          |  |   |                 |                 |                 |                 |                 |  |
|  | 1                | Liniers                   | 1                |                      |   |                          |                          |                          |                          |                          |  |   |                 |                 |                 |                 |                 |  |
|  | 1                | Liniers                   | 1                |                      |   |                          |                          |                          |                          |                          |  |   |                 |                 |                 |                 |                 |  |
|  | 8                | Juventud Unida            | 0                |                      |   |                          |                          |                          |                          |                          |  |   |                 |                 |                 |                 |                 |  |
|  | 8                | Juventud Unida            | 0                |                      | 1 | Liniers                  | 2                        | 0                        | 2                        |                          |  |   |                 |                 |                 |                 |                 |  |
|  |                  |                           |                  |                      | 1 | Liniers                  | 2                        | 0                        | 2                        |                          |  |   |                 |                 |                 |                 |                 |  |
|  |                  |                           | 4                | Centro Español       | 0 | 0                        | 0                        |                          |                          |                          |  |   |                 |                 |                 |                 |                 |  |
|  | 4                | Puerto Nuevo              | 4                | Centro Español       | 0 | 0                        | 0                        | 0                        |                          |                          |  |   |                 |                 |                 |                 |                 |  |
|  | 4                | Puerto Nuevo              |                  |                      |   |                          |                          |                          |                          |                          |  |   |                 |                 |                 |                 |                 |  |
|  | 5                | Centro Español            | 1                |                      |   |                          |                          |                          |                          |                          |  |   |                 |                 |                 |                 |                 |  |
|  | 5                | Centro Español            | 1                |                      |   |                          |                          |                          |                          |                          |  | 1 | Liniers         | 0               | 0               | 0               |                 |  |
|  |                  |                           |                  |                      |   |                          |                          |                          |                          |                          |  | 1 | Liniers         | 0               | 0               | 0               |                 |  |
|  |                  |                           | 2                | Real Pilar           | 2 | 0                        | 2                        |                          |                          |                          |  |   |                 |                 |                 |                 |                 |  |
|  | 2                | Real Pilar                | 2                | Real Pilar           | 2 | 0                        | 2                        | 4                        |                          |                          |  |   |                 |                 |                 |                 |                 |  |
|  | 2                | Real Pilar                |                  |                      |   |                          |                          |                          |                          |                          |  |   |                 |                 |                 |                 |                 |  |
|  | 7                | Atlas                     | 1                |                      |   |                          |                          |                          |                          |                          |  |   |                 |                 |                 |                 |                 |  |
|  | 7                | Atlas                     | 1                |                      | 2 | Real Pilar (p.)          | 0                        | 0                        | 0 (3)                    |                          |  |   |                 |                 |                 |                 |                 |  |
|  |                  |                           |                  |                      | 2 | Real Pilar (p.)          | 0                        | 0                        | 0 (3)                    |                          |  |   |                 |                 |                 |                 |                 |  |
|  |                  |                           | 3                | Argentino de Rosario | 0 | 0                        | 0 (1)                    |                          |                          |                          |  |   |                 |                 |                 |                 |                 |  |
|  | 3                | Argentino de Rosario (p.) | 3                | Argentino de Rosario | 0 | 0                        | 0 (1)                    | 1 (4)                    |                          |                          |  |   |                 |                 |                 |                 |                 |  |
|  | 3                | Argentino de Rosario (p.) |                  |                      |   |                          |                          |                          |                          |                          |  |   |                 |                 |                 |                 |                 |  |
|  | 6                | Claypole                  | 1 (3)            |                      |   |                          |                          |                          |                          |                          |  |   |                 |                 |                 |                 |                 |  |
|  | 6                | Claypole                  | 1 (3)            |                      |   |                          |                          |                          |                          |                          |  |   |                 |                 |                 |                 |                 |  |
|  |                  |                           |                  |                      |   |                          |                          |                          |                          |                          |  |   |                 |                 |                 |                 |                 |  |

- Nota: En cada llave, el equipo ubicado en la primera línea es el que ejerció la localía en los cuartos de final. En las semifinales y la final, lo hizo en el partido de vuelta.

### Cuartos de final
| 18 de mayo, 14:30 | Liniers   | 1:0 (0:0) | Juventud Unida | Estadio Juan Antonio Arias, San Justo                 |                                                       |
|                   | Lynch 81' | Reporte   |                | Asistencia: 100 espectadores Árbitro(s): Lucas Brumer | Asistencia: 100 espectadores Árbitro(s): Lucas Brumer |

| 18 de mayo, 14:30 | Real Pilar                                          | 4:1 (2:0) | Atlas        | Estadio Carlos Barraza, Pilar                            |                                                          |
|                   | Chimeli 18' · Trovento 45' · Crego 74' · Aranda 84' | Reporte   | 18' González | Asistencia: 380 espectadores Árbitro(s): Javier Delbarba | Asistencia: 380 espectadores Árbitro(s): Javier Delbarba |

| 18 de mayo, 14:30 | Argentino de Rosario                              | 1:1 (0:0) (4:3 p.)         | Claypole                                             | Estadio José Martín Olaeta, Rosario                        |                                                            |
|                   | Camafreita 75' (p)                                | Reporte                    | 48' Castillo                                         | Asistencia: 800 espectadores Árbitro(s): Ezequiel Yasinski | Asistencia: 800 espectadores Árbitro(s): Ezequiel Yasinski |
|                   |                                                   | Tiros desde el punto penal |                                                      |                                                            |                                                            |
|                   | Camafreita · May · Heredia · Peralta · Bartomioli |                            | Cueto · Romero · Rodríguez · Sarmiento · Mauro Romay |                                                            |                                                            |

| 18 de mayo, 14:30 | Puerto Nuevo | 0:1 (0:0) | Centro Español      | Estadio Rubén Carlos Vallejos, Campana                        |                                                               |
|                   |              | Reporte   | 86' Martínez Grance | Asistencia: 530 espectadores Árbitro(s): Juan Pablo Battaglia | Asistencia: 530 espectadores Árbitro(s): Juan Pablo Battaglia |

### Semifinales
| 25 de mayo, 15:00 | Centro Español | 0:2 (0:0) | Liniers           | Estadio José María Moraños, Tapiales |                              |
|                   |                | Reporte   | 65' 85' Sellechia | Asistencia: 300 espectadores         | Asistencia: 300 espectadores |

| 1 de junio, 14:30 | Liniers | 0:0     | Centro Español | Estadio Juan Antonio Arias, San Justo                    |                                                          |
|                   |         | Reporte |                | Asistencia: 750 espectadores Árbitro(s): Sebastián Habib | Asistencia: 750 espectadores Árbitro(s): Sebastián Habib |

| 25 de mayo, 15:00 | Argentino de Rosario | 0:0     | Real Pilar | Estadio José Martín Olaeta, Rosario               |                                                   |
|                   |                      | Reporte |            | Asistencia: 1000 espectadores Árbitro(s): Meneses | Asistencia: 1000 espectadores Árbitro(s): Meneses |

| 1 de junio, 14:30 | Real Pilar                | 0:0 (3:1 p.)               | Argentino de Rosario                | Estadio Carlos Barraza, Pilar                           |                                                         |
|                   |                           | Reporte                    |                                     | Asistencia: 550 espectadores Árbitro(s): Edgardo Zamora | Asistencia: 550 espectadores Árbitro(s): Edgardo Zamora |
|                   |                           | Tiros desde el punto penal |                                     |                                                         |                                                         |
|                   | Aranda · Chimeli · Maraia |                            | May · Fabrizio · Corvalán · Heredia |                                                         |                                                         |

### Final
| 8 de junio, 15:00 | Real Pilar              | 2:0 (0:0) | Liniers | Estadio Carlos Barraza, Pilar                          |                                                        |
|                   | Crego 63' · Chimeli 77' | Reporte   |         | Asistencia: 2000 espectadores Árbitro(s): Franco Acita | Asistencia: 2000 espectadores Árbitro(s): Franco Acita |

| 15 de junio, 14:00                                                                        | Liniers | 0:0     | Real Pilar | Estadio Juan Antonio Arias, San Justo                          |                                                                |
|                                                                                           |         | Reporte |            | Asistencia: 1500 espectadores Árbitro(s): Alejandro Porticella | Asistencia: 1500 espectadores Árbitro(s): Alejandro Porticella |
| Suspendido por las condiciones climáticas. Se jugó el 20 de junio, a partir de las 14:00. |         |         |            |                                                                |                                                                |

## Goleadores
| Pos. | Jugador              | Jugador             | Goles | Equipo             |
| ---- | -------------------- | ------------------- | ----- | ------------------ |
| 1.º  | Bandera de Argentina | Alan Salvador       | 12    | Argentino de Merlo |
| 2.º  | Bandera de Argentina | Antony Alonso       | 11    | Atlas              |
| 3.º  | Bandera de Argentina | Román Gnocchi       | 9     | Atlas              |
| 3.º  | Bandera de Argentina | Federico Sellecchia | 9     | Liniers            |

Fuente: Solo ascenso-Goleadores de Primera D